# Bossiella compressa
Bossiella compressa Kloczcova, 1978  é o nome botânico  de uma espécie de algas vermelhas pluricelulares do gênero Bossiella, subfamília Corallinoideae.

## Sinonímia
Não apresenta sinônimos.